# 임권택
임권택(林權澤, 1934년 12월 8일~)은 대한민국의 영화 감독, 영화 각본가, 영화 제작자이다.
본관은 나주(羅州)이며 전라남도 장성 출생이다. 1953년에 소품보조로 영화계에 입문하였으며, 1962년 영화 《두만강아 잘 있거라》의 감독으로 데뷔했다. 조선후기 화가 장승업의 생애를 그린 《취화선》을 통해 칸 영화제 감독상을 수상했으며, 2011년까지 101편의 영화를 연출, 감독했다.
2002년 금관문화훈장(1등급)을, 2005년 베를린 영화제에서 명예황금곰상을 수상했으며, 2008년에는 동서대학교에서 2008학년도 수시2학기 모집부터 전국최초로 임권택 감독의 이름을 붙인 임권택 영화예술대학이 신설되었다. 임권택 영화예술대학은 부산국제영화제, 한국영화아카데미와 공동으로 아시안필름 아카데미를 추진하고 있다.
2014년에는 대한민국 인천에서 열린 제17회 아시안게임 개·폐막식 총감독으로 예술감독 장진과 함께 연출을 맡기도 하였다.

## 학력
- 전남 장성군 장성중학교 졸업
- 광주숭일고등학교 중퇴

## 생애

### 영화계 데뷔 전

#### 생각이 달랐던 할아버지와 아버지
1934년 12월 8일 전남 장성에서 태어나 부유한 할아버지를 비롯한 가족들 사이에서 풍요로운 어린 시절을 보내는 듯 했으나, 사회주의 운동에 가담했던 아버지를 못마땅해했던 할아버지가 경찰에 아버지를 신고하는 등 가족관계는 매우 좋지 않았고, 식민 치하와 해방, 한국 전쟁 이후로 집안은 더욱 힘들어졌다. 어머니가 불교 신자였으나, 집안 분위기가 마음에 들지 않았던 임권택은 20세에 부산으로 가출했다. 한국전쟁이던 당시 부산이 임시 수도였고 큰 도시에 가야 성공할 수 있다고 생각했기 때문이었다.

#### 밑바닥 생활
가출 당시 아무런 돈도 들고오지 못했던 임권택은 사흘을 굶으며 가판대에서 잠을 자는 등 어려움을 겪었다. 당시 부산은 피난민들로 북적였고, 모두가 불행했던 시기였다. 임권택은 생계를 위해 지게꾼 일을 했는데 힘도 약했고, 처음 해보는 일이라 일감을 받지 못했다. 하루 벌었던 푼돈으로 술을 사서 밤을 보냈던 임권택은 20살에 수전증을 겪는 등 육체적, 정신적으로 힘든 시기를 보냈다. 다시 마음을 고쳐먹은 임권택은 영도다리로 가서 2차 세계대전때 사용했던 군화를 개조해서 팔아 생계를 꾸려나가기 시작했다. 당시 군화는 품질이 매우 좋았기 때문에 군화장수들도 많은 돈을 벌었고, 한국군의 수복으로 수도 서울이 다시 돌아온 후 군화장수를 하던 몇몇 이들은 서울로 올라가 영화 제작에 참여하기 시작했다. 이들이 서울로 떠나면서 임권택에게 부산국제시장 앞에 군화 몇 켤레를 주며 노점을 차려주었다. 그러나, 장사에 소질이 없던 임권택은 얼마 안가서 자금난에 시달리게 된다.

### 영화계에서 활동

#### 영화 장화홍련전
임권택을 두고 서울로 올라간 군화장수 출신들은 《장화홍련전》을 제작하고 있었다. 당시 《춘향전》등이 흥행하면서 영화산업이 급속히 발달하던 시대였다. 영화제작을 하던 군화장수들은 인편으로 임권택에 연락해 영화제작 촬영현장에서 심부름을 해달라는 부탁을 받고 잡일을 하게 된다. 임권택은 영화 일을 하면서 흥미를 느끼게 되고 영화계 입문 4~5년만에 정창화 감독 밑에서 연출부 일을 맡았다.

#### 좋아하는 일, 영화
당시 영화계에서 큰 화제를 불러모았던 사건에 임권택이 휘말리면서 두각을 나타내게 된다. 안양 촬영소에서 영화를 찍는데 셋트 촬영중 어떠한 이유로 배우가 분장실에서 영화를 촬영 못하겠다며 나오지 않아 영화 촬영이 중단됐다. 아침부터 오후까지 촬영이 중단됐고, 제작자들이 설득해도 통하지 않았다. 연출부 막내였던 임권택은 한 배우가 촬영을 중단시킨다는 사실에 분개해 설득에 나선다. 그러나 2번, 3번에 걸쳐서 설득해도 배우가 거절하자 화가 난 임권택은 배우의 뺨을 때렸다. 촬영장은 아수라장이 됐고 배우는 서울로 가버렸다. 제작진은 촬영을 계속 하기 위해 배우의 집에 찾아가서 사과하고 겨우 촬영에 들어가게 된다. 이 사건에 대한 소식은 영화계 전반으로 퍼져나갔고 임권택도 주목을 받았다. 임권택은 영화일이 재미있어서 밤낮없이 열심히 일했고 정창화 감독은 촬영 전반에 걸쳐서 임권택의 의견을 묻는 등 매우 신임했고, 그동안 임권택은 영화를 연출하는 법을 배웠다. 그러던중 1962년 독립군을 소재로 한 영화 《두만강아 잘 있거라》 감독 제의가 들어오게 된다. 임권택은 “흥행이 실패하면 다시는 감독을 못하게 된다”는 우려가 있었다고 회고했다. 이 영화에는 김석훈, 장동휘, 박노식, 독고성, 김승호, 최남현, 허장강, 황해, 엄앵란, 문정숙 등 호화 배우들이 출연했다. 이 영화는 설에 개봉해 흥행에 성공했다. 임권택은 1960년대에만 50여편의 작품을 내놓았는데 임권택은 이에 대해 부끄러운 마음을 가지기도 했다. 그 시대에는 흥행시키기 위해 수많은 영화를 찍어댔고, 자신이 찍은 영화를 알아보지 못하는 일도 있었다.
그러던중 1973년 《잡초》라는 영화를 제작하게 되었다. 1960년대까지는 미국영화 배끼기 형식의 아류작들이 많았기 때문에 임권택은 이로부터 벗어나고자 했고 한국정 문화와 정서를 담아낸 영화를 만들려했다. 그러나 새로운 형식의 영화의 흥행을 장담할 수 없었기 때문에 투자자들이 투자를 꺼려 어려움에 시달렸다. 임권택은 이를 벗어나기 위해 지방으로 내려가 어렵게 투자자를 유치했다. 이러한 미국영화 배끼기식 체질을 개선을 하는데에는 10년이나 걸렸지만, 임권택은 흥행에 연이어 실패하면서 어려움을 겪었다. 임권택은 훗날 “잡초 이전의 영화는 다 불태워버리고 싶다”고 말하며 잡초에 대한 애정을 드러냈다.
1981년 예술과 오락성 두마리의 토끼를 합께 잡은 영화 《만다라》를 제작하게 된다. 《만다라》는 김성동의 원작 소설을 바탕으로 안성기, 전무송이 주연했다. 이는 대한민국 최초로 베를린 영화제에 초청됐고 영화가 더 많이 알려졌다. 1971년 칼잡이 영화 《요검》를 기획하고 있던 임권택은 여자 배우를 찾던 중 도도한 매력이 느껴졌던 현재의 부인 채령과 촬영을 하게 되고 이들의 연애가 시작됐다. 당시 감독과 배우에 대한 만남에 대한 안좋은 시선이 많았기 때문에 두 연인은 이를 숨기며 생활해야 했다. 채령은 당시 MBC 3기 연기자로 뽑혀 오란씨 1대 모델로도 활동했다. 둘은 변두리 순대국집 등을 전전하며 비밀연애를 이어갔고 8년간의 교제 끝에 1979년 결혼했다.
1986년 《씨받이》라는 영화를 제작했다. 이 영화의 주연을 맡았던 강수연은 베니스 영화제 여우주연상을 수상했다. 임권택은 “남아선호사상에 대해서 생각해봤으면 좋겠다”며 만들었다고 말했다. 이 영화중 출산 장면은 부인 채령이 실제로 출산하는 장면을 임권택이 보면서 느낀것을 영화로 옮겨놓은 것이다. 강수연과 임권택은 세계 영화제에서 수상하리라는 기대를 하지 않았고 준비가 되어있지 않았기 때문에 임권택과 강수연 모두 시상식에 참석하지 못해 영화진흥공사 직원이 대리 수상했다. 강수연은 이로 인해 임권택과 인연을 더 두텁게 쌓았고 《장군의 아들》 오디션에도 심사위원으로 참석했다. 1990년에 개봉한 《장군의 아들》은 176일만에 68만 7천명을 동원하여 《겨울 여자》이후 13년만에 역대 최고 흥행기록을 세웠다. 1992년까지 3편으로 제작되어 모두 흥행에 성공했다. 이 영화에서 박상민, 김승우, 신현준, 송채환, 방은희 등이 스타로 떠올랐다.
1993년 이청준 작가의 《남도사람》을 영화화한 작품 《서편제》가 흥행에 성공하여 당시 최고 기록을 세웠던 《장군의 아들》을 능가하게 된다. 《서편제》는 대통령을 비롯한 김수환 추기경, 법정스님 등도 관람하여 화제를 끌었다. 개봉 초기에는 반응이 시큰둥했으나, 각종 언론매체에서 판소리를 담은 건강한 영화로 홍보되면서 점차 입소문이 퍼져 흥행이 되었다. 당시 영화관 한개에서만 관객수가 집계되어(단일관) 100만명이 돌파하였으므로 다른 극장들의 흥행기록을 포함하면 관객수는 이보다 훨씬 많다. 임권택은 《서편제》에 맞는 배우를 찾던 중 미스춘향 선발대회에 출전한 오정해의 한국적인 미모와 뛰어난 판소리 실력에 감명받아 《서편제》에 출연시키기로 결심했다.
이후에도 1987년 《아다다》로 신혜수가 몬트리올 영화제 여우주연상 수상, 1989년 《아제 아제 바라아제》로 강수연의 모스크바 영화제 여우주연상 수상 등을 이끌어내며 세계적인 감독으로 발돋움을 하게 된다. 2000년 《춘향뎐》은 대한민국 최초 칸 영화제에 초청됐으며, 아시아 최초로 베를린 국제 영화제 명예 황금곰상을 수상했다. 2001년 《취화선》으로 칸 영화제 감독상을 수상했다. 그의 업적으로 인해 임권택 동상과, 임권택 영화촌(금곡 영화마을), 임권택 영화 연구소, 임권택 영화 예술대학(동서대학교)이 세워지는 등 여러 가지 형태로 대한민국에 족적을 남겼다.

### 가족 관계
임권택의 부인은 배우출신 채령이며, 임권택의 두 아들도 영화계에서 활동하고 있다. 첫째 아들 임동준은 영화기획 분야에서 활동을 하고있으며, 둘째 아들 권현상(임동재)은 배우를 하고있다. 둘째 아들 권현상은 아버지의 도움 없이 배우생활을 하고 있었으나, 임권택은 배우로써의 자질을 보기 위해 《달빛 길어올리기》에 단역으로 출연시켰다.

## 대표작
- 《두만강아 잘 있거라》(1962년)
- 《잡초》(1973년)
- 《아제 아제 바라아제》(1989년)
- 《만다라》(1981년)
- 《씨받이》(1986년)
- 《장군의 아들》(1990년)
- 《서편제》(1993년)
- 《태백산맥》(1994년)
- 《춘향뎐》(2000년)
- 《취화선》(2002년)
- 《하류인생》(2004년)

## 작품
| 연도 | 작품명                         | 출연                               |
| ---- | ------------------------------ | ---------------------------------- |
| 1962 | 《전쟁과 노인》                | 최무룡, 김혜정, 김승호, 신영균     |
| 1962 | 《두만강아 잘 있거라》         | 김석훈, 문정숙, 엄앵란, 황해       |
| 1963 | 《남자는 안 팔려》             | 구봉서, 이대엽, 최지희             |
| 1963 | 《망부석》                     | 이경희, 최남현, 신성일, 김운하     |
| 1963 | 《신문고》                     | 김진규, 최남현, 이경희, 허장강     |
| 1964 | 《욕망의 결산》                | 신성일, 김혜정, 이경희, 이대엽     |
| 1964 | 《십자매 선생》                | 김승호, 주증녀, 황정순             |
| 1964 | 《십년세도》                   | 신영균, 전계현, 김동원, 허장강     |
| 1964 | 《영화 마마》                  | 도금봉, 김진규, 김운하             |
| 1964 | 《단장록》                     | 신영균, 도금봉, 태현실             |
| 1964 | 《단골 지각생》                | 김승호, 황정순, 전영선, 김석훈     |
| 1965 | 《빗속에 지다》                | 신영균, 허장강, 엄앵란             |
| 1965 | 《왕과 상노》                  | 신영균, 김지미, 김승호             |
| 1966 | 《전쟁과 여교사》              | 김진규, 엄앵란, 박암, 이경희       |
| 1966 | 《나는 왕이다》                | 태현실, 신성일, 김승호             |
| 1966 | 《닐니리》                     | 김진규, 김지미, 트위스트김, 독고성 |
| 1966 | 《법창을 울린 옥이》           | 문희, 김운하, 최남현, 최무룡       |
| 1967 | 《망향천리》                   | 신영균, 김지미, 문희               |
| 1967 | 《풍운의 검객》                | 남궁원, 남정임                     |
| 1967 | 《청사초롱》                   | 신영균, 남정임                     |
| 1968 | 《요화 장희빈》                | 신성일, 남정임, 태현실, 도금봉     |
| 1968 | 《바람같은 사나이》            | 신영균, 남정임, 백영민, 서영춘     |
| 1968 | 《몽녀》                       | 김지미, 박노식, 남정임             |
| 1968 | 《돌아온 왼손잡이》            | 박노식, 김지미, 허장강             |
| 1969 | 《뢰검》                       | 안길원, 안일력, 김청자             |
| 1969 | 《비나리는 고모령》            | 김희갑, 문희, 박노식               |
| 1969 | 《상해 탈출》                  | 이순재, 윤소라, 김성옥             |
| 1969 | 《황야의 독수리》              | 장동휘, 김희라, 박노식             |
| 1969 | 《신세 좀 지자구요》           | 구봉서, 김희갑, 조미령             |
| 1969 | 《십오야》                     | 박노식, 남진, 남정임, 이낙훈       |
| 1969 | 《사나이 삼대》                | 김희라, 문희, 박노식, 장동휘       |
| 1970 | 《이슬맞은 백일홍》            | 문희, 김희라                       |
| 1970 | 《월하의 검》                  | 김지미, 윤양하, 김명진             |
| 1970 | 《애꾸눈 박》                  | 박노식, 남정임, 최봉, 주란지       |
| 1970 | 《속눈썹이 긴 여자》           | 최무룡, 문희, 윤양하               |
| 1970 | 《그 여자를 쫓아라》           | 장동휘, 윤정희, 김희라             |
| 1970 | 《비검》                       | 안일력, 안인숙, 김희라             |
| 1970 | 《비나리는 선창가》            | 장동휘, 윤정희, 김희라             |
| 1970 | 《밤차로 온 사나이》           | 박노식, 윤양하, 고상미, 허장강     |
| 1971 | 《원한의 두 꼽추》             | 황백, 윤양하                       |
| 1971 | 《원한의 거리에 눈이 내린다》  | 박노식, 문희                       |
| 1971 | 《요검》                       | 윤양하, 안걸원, 채령               |
| 1971 | 《명동 삼국지》                | 최무룡, 김지미                     |
| 1971 | 《둘째 어머니》                | 김지미, 신성일                     |
| 1971 | 《나를 더 이상 괴롭히지 마라》 | 김희라, 김창숙                     |
| 1971 | 《30년만의 대결》              | 최무룡, 박노식, 김지미, 윤양하     |
| 1972 | 《삼국대협》                   | 김희라, 신영일                     |
| 1972 | 《명동 잔혹사》                | 박노식, 윤정희                     |
| 1972 | 《돌아온 자와 떠나야 할 자》   | 신성일, 윤정희                     |
| 1972 | 《대추격》                     | 신성일, 진도희, 윤양하             |
| 1973 | 《잡초》                       | 장동휘, 최무룡, 신영균, 박노식     |
| 1973 | 《장안 명기 오백화》           | 박노식, 신성일, 고은아, 태현실     |
| 1974 | 《증언》                       | 신일룡, 김창숙, 김희라, 김요훈     |
| 1974 | 《울지 않으리》                | 이승현, 박지훈, 황해, 이영옥       |
| 1974 | 《연화》                       | 이순재, 박병호, 이효춘, 고은아     |
| 1974 | 《속 연화》                    | 이순재, 박병호, 이효춘             |
| 1974 | 《아내들의 행진》              | 김희라, 윤미라, 최남규, 서영석     |
| 1975 | 《왜 그랬던가》                | 허장강, 박근형, 양광남             |
| 1975 | 《어제 오늘 그리고 내일》      | 최정훈, 채령                       |
| 1976 | 《낙동강은 흐르는가》          | 진유영, 유영국, 이해룡             |
| 1976 | 《맨발의 눈길》                | 이인옥, 김희라                     |
| 1976 | 《아내》                       | 태현실, 박근형, 한은진             |
| 1976 | 《왕십리》                     | 신성일, 김영애, 백일섭, 최불암     |
| 1977 | 《옥례기》                     | 김윤경, 이일웅, 백일섭, 한은진     |
| 1977 | 《임진왜란과 계월향》          | 정윤희, 이일웅, 신성일, 윤양하     |
| 1978 | 《가깝고도 먼 길》             | 이진호, 손지훈, 방수일             |
| 1978 | 《상록수》                     | 한혜숙, 김희라, 김형자, 이일웅     |
| 1979 | 《족보》                       | 주선태, 하명중, 한혜숙, 독고성     |
| 1979 | 《저 파도위에 엄마 얼굴이》    | 이영수, 채령, 주선태, 고상미       |
| 1979 | 《내일 또 내일》               | 이덕화, 정희, 주현, 박은수         |
| 1979 | 《신궁》                       | 윤정희, 김희라, 홍성민, 방희       |
| 1980 | 《깃발없는 기수》              | 하명중, 김영애, 주현, 고두심       |
| 1980 | 《복부인》                     | 한혜숙, 박원숙, 윤양하, 장철       |
| 1981 | 《만다라》                     | 안성기, 전무송, 방희               |
| 1982 | 《우상의 눈물》                | 진유영, 박근형, 권기선, 이구순     |
| 1982 | 《나비 품에서 울었다》         | 이영하, 나영희, 한지일, 윤양하     |
| 1982 | 《오염된 자식들》              | 안성기, 방희, 조남경, 최성호       |
| 1982 | 《안개 마을》                  | 정윤희, 안성기, 진봉진, 오영화     |
| 1982 | 《아벤고 공수군단》            | 신일룡, 남궁원, 정윤희, 윤양하     |
| 1983 | 《짝코》                       | 김희라, 최윤석, 방희, 김정란       |
| 1983 | 《불의 딸》                    | 박근형, 방희, 김희라, 윤양하       |
| 1984 | 《비구니》                     | 김지미                             |
| 1984 | 《흐르는 강물을 어찌 막으랴》  | 한영수, 조용원, 윤양하, 전무송     |
| 1985 | 《길소뜸》                     | 김지미, 신성일, 한지일, 이상아     |
| 1985 | 《씨받이》                     | 강수연, 이구순, 윤양하, 방희       |
| 1986 | 《티켓》                       | 김지미, 안소영, 이혜영, 진세영     |
| 1987 | 《아다다》                     | 신혜수, 한지일, 이경영, 전무송     |
| 1988 | 《연산일기》                   | 유인촌, 김진아, 권재희, 마흥식     |
| 1989 | 《아제 아제 바라아제》         | 강수연, 진영미, 유인촌, 한지일     |
| 1990 | 《장군의 아들》                | 박상민, 신현준, 이일재, 김형일     |
| 1991 | 《개벽》                       | 이덕화, 이혜영, 김명곤             |
| 1991 | 《장군의 아들 2》              | 박상민, 이일재, 송채환, 신현준     |
| 1992 | 《장군의 아들 3》              | 박상민, 오연수, 이일재, 신현준     |
| 1993 | 《서편제》                     | 김명곤, 오정해, 김규철, 안병경     |
| 1994 | 《태백산맥》                   | 안성기, 김명곤, 김갑수, 오정해     |
| 1996 | 《축제》                       | 안성기, 오정해, 한은진, 정경순     |
| 1997 | 《창》                         | 신은경, 한정현, 최동준, 정경순     |
| 1999 | 《춘향뎐》                     | 이효정, 조승우, 이정헌, 김성녀     |
| 2001 | 《취화선》                     | 최민식, 유호정, 안성기, 김여진     |
| 2004 | 《하류인생》                   | 조승우, 김민선, 김학준, 유하준     |
| 2007 | 《천년학》                     | 조재현, 오정해, 임진택, 장민호     |
| 2011 | 《달빛 길어올리기》            | 박중훈, 강수연, 예지원, 안병경     |
| 2015 | 《화장》                       | 안성기, 김규리, 김호정, 연우진     |

## 수상 및 서훈
- 1974년 아시아영화제 감독상
- 1976년 제12회 백상예술대상 영화부문 감독상
- 1976년 제12회 백상예술대상 영화부문 작품상
- 1977년 제13회 백상예술대상 영화부문 감독상
- 1978년 제17회 대종상 감독상
- 1978년 제17회 대종상 우수작품상

- 1981년 제20회 대종상 감독상
- 1981년 제20회 대종상 우수작품상
- 1983년 제19회 백상예술대상 영화부문 감독상
- 1983년 제19회 백상예술대상 영화부문 작품상
- 1983년 제19회 백상예술대상 영화부문 대상
- 1986년 제22회 백상예술대상 영화부문 작품상
- 1986년 제22회 백상예술대상 영화부문 대상
- 1986년 제25회 대종상 감독상
- 1986년 제6회 한국영화평론가협회상 감독상
- 1987년 제26회 대종상 감독상
- 1987년 제26회 대종상 인기상
- 1987년 제26회 대종상 최우수작품상
- 1987년 제32회 아시아 태평양 영화제 감독상
- 1989년 보관문화훈장(3등급)

- 1991년 프랑스 문예공로훈장 슈발리에
- 1991년 제2회 춘사대상영화제 감독상 《개벽》
- 1991년 제12회 청룡영화상 감독상 《개벽》
- 1992년 제30회 대종상 최우수작품상
- 1993년 제31회 대종상 감독상
- 1993년 제31회 대종상 최우수작품상
- 1993년 제1회 상하이 국제 영화제 감독상
- 1993년 제4회 춘사대상영화제 감독상 《서편제》
- 1993년 제14회 청룡영화상 대상
- 1993년 제14회 청룡영화상 최우수작품상
- 1994년 제30회 백상예술대상 영화부문 작품상
- 1994년 동아일보 선정 '93올해의 인물'
- 1994년 제11회 금호예술상
- 1994년 제15회 청룡영화상 최우수작품상
- 1995년 제6회 춘사대상영화제 춘사영화예술인상
- 1996년 제17회 청룡영화상 감독상
- 1996년 제17회 청룡영화상 최우수작품상
- 1997년 제2회 씨네21 영화상 올해의 감독상
- 1997년 제33회 백상예술대상 영화부문 감독상
- 1997년 제8회 일본 후쿠오카 아시아문화상
- 1998년 제41회 샌프란시스코국제영화제 구로자와상

- 2000년 제36회 백상예술대상 영화부문 감독상
- 2000년 제36회 백상예술대상 영화부문 대상
- 2000년 제5회 부산국제영화제 아시아영화진흥기구상
- 2000년 제20회 하와이국제영화제 최우수작품상
- 2000년 제45회 아시아 태평양 영화제 특별상
- 2002년 제55회 칸 영화제 감독상
- 2002년 대한민국 금관문화훈장(1등급)
- 2002년 유네스코 펠리니 황금메달
- 2002년 제3회 올해를 빛낸 한국인상
- 2002년 제10회 춘사대상영화제 춘사탄생100주년 기념공로상
- 2002년 제23회 청룡영화상 감독상
- 2002년 제23회 청룡영화상 최우수작품상
- 2003년 제13회 호암상 예술상
- 2004년 제8회 만해대상
- 2005년 제55회 베를린국제영화제 명예황금곰상
- 2005년 자랑스런 전남인상
- 2007년 제3회 앙드레김 베스트 스타 어워드 특별상
- 2007년 두바이국제영화제 평생공로상
- 2007년 프랑스 레지옹 도뇌르 훈장 슈발리에
- 2009년 제9회 마라케시 국제영화제 골드스타상

- 2011년 제19회 올해의 인간상록수 문화영화인 부문
- 2014년 제25회 싱가포르국제영화제 평생공로상
- 2015년 제9회 아시안 필름 어워드 공로상
- 2015년 제51회 백상예술대상 영화부문 작품상
- 2016년 제21회 춘사영화상 공로상
- 2016년 제36회 한국영화평론가협회상 공로상

## 같이 보기
- 한국 영화
- 레지옹 도뇌르 훈장